# Sánchez

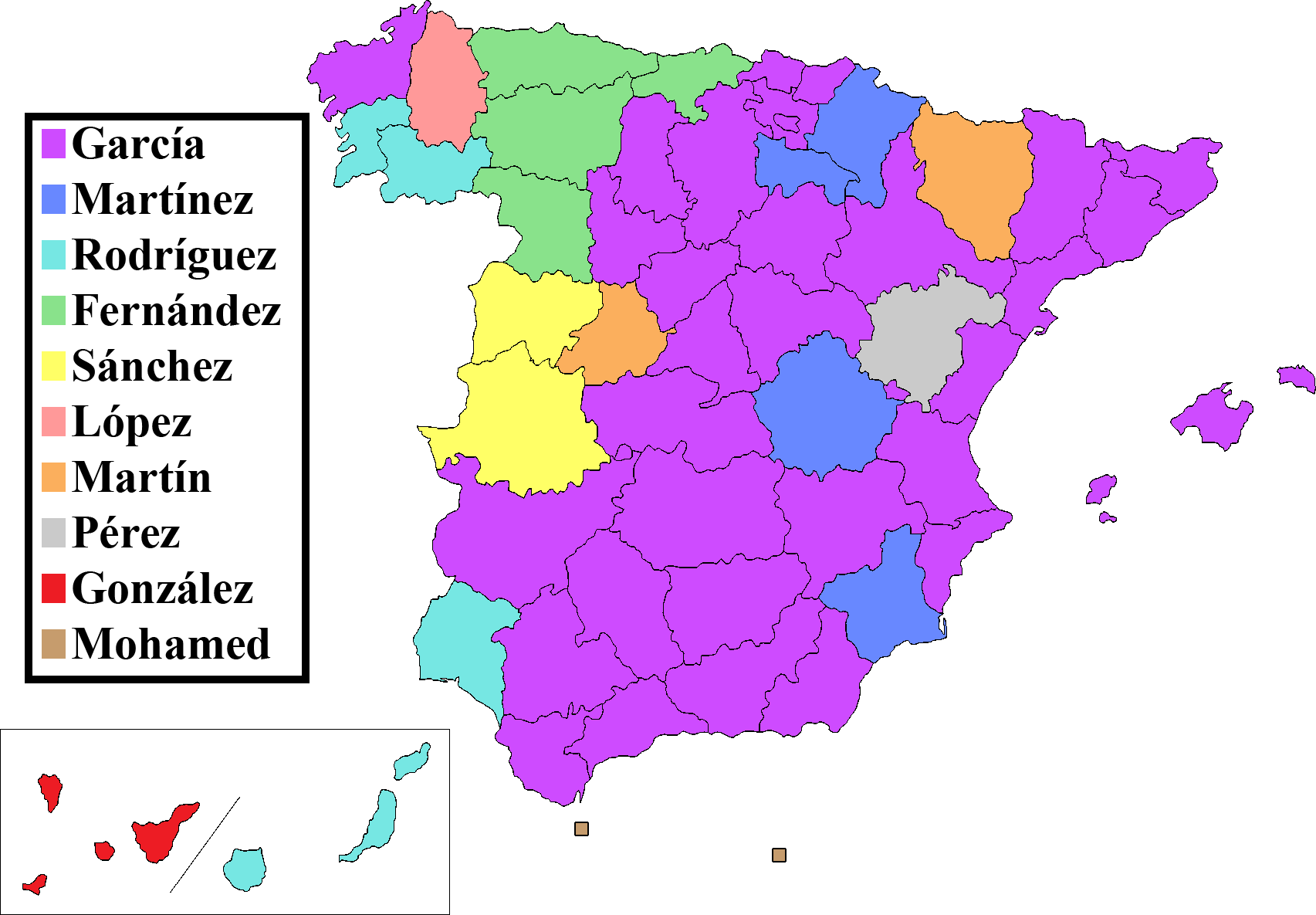
Die meistverbreiteten Familiennamen in Spanien

Sánchez ist ein patronymisch gebildeter spanischer Zuname. Außerhalb des spanischsprachigen Raums tritt er auch in der Schreibweise Sanchez ohne Akut auf. Die portugiesische Namensform lautet Sanches.

## Herkunft und Bedeutung
Sánchez leitet sich von dem mittelalterlichen spanischen Vornamen Sancho ab, der vermutlich aus römischer Zeit stammt und auf den Namen des Gottes Sancus zurückgeht. Das -ez am Ende des Namens ist möglicherweise baskischer oder gotischer Herkunft und bedeutet bei spanischen Nachnamen „Sohn des ...“. Verbreitete mittelalterliche Schreibweisen und Varianten des aus Sancho gebildeten Zunamens sind Sanchiz, Sanziz, Sanxiz, aber auch (lateinisch) Sanctii, Sancii, Sanccii oder Sancioni.

## Verbreitung
In Spanien ist Sánchez der siebthäufigste Nachname; ca. 817.000 Einwohner tragen ihn in ihrem zusammengesetzten Nachnamen an erster Stelle. Auch in Lateinamerika ist er sehr oft anzutreffen. In der mexikanischen Agglomeration Monterrey stand der Name in den 1990er Jahren an fünfter Position der häufigsten Nachnamen, verfehlt aber knapp die Liste der fünf häufigsten mexikanischen Nachnamen auf nationaler Ebene, die von Hernández (mehr als 3,5 Millionen Vaters- und 2,6 Millionen Muttersnamen) und García (mehr als 2,5 Millionen Vatersnamen) angeführt wird. In den USA steht der Name mit ca. 613.000 Trägern, von denen sich etwa 93 % als Hispanics identifizieren, an 26. Stelle der häufigsten Familiennamen und an 8. Stelle der populärsten hispanischen Nachnamen.

## Namensträger

### A
- Aaron Sánchez (* 1996), andorranischer Fußballspieler
- Abel Sanchez, mexikanischer Boxtrainer
- Adolfo Sánchez Vázquez (1915–2011), spanisch-mexikanischer Philosoph
- Adrián Sánchez (Baseballspieler) (* 1990), kolumbianischer Baseballspieler
- Adrián Sánchez (Fußballspieler) (* 1999), argentinischer Fußballspieler
- Agapito Sánchez (1970–2005), dominikanischer Boxer
- Agustín Fernando Muñoz y Sánchez (1808–1873), morganatischer Ehemann von Maria Christina von Spanien
- Aitana Sánchez-Gijón (* 1968), spanisch-italienische Schauspielerin
- Albert Sánchez Piñol (* 1965), spanischer Anthropologe und Schriftsteller
- Alberto Ruy-Sánchez (* 1951), mexikanischer Schriftsteller
- Alci Sánchez († 1998), venezolanischer Sänger dominikanischer Herkunft
- Alex Sanchez (* 1973), puerto-ricanischer Boxer
- Alexander Sánchez (* 1983), costa-ricanischer Radrennfahrer
- Alexis Sánchez (* 1988), chilenischer Fußballspieler
- Alfons Sánchez (* 1974), andorranischer Fußballspieler
- Alfonso Sánchez Peña (1913–1997), kolumbianischer Geistlicher, Titularbischof von Castro di Sardegna
- Alfonso Sánchez Rodríguez (1891–??), chilenischer Langstreckenläufer
- Alfonso Sánchez Tinoco (1918–1970), mexikanischer Geistlicher, Bischof von Papantla
- Alfredo Sánchez (genannt El viejo Sánchez; * 1904), mexikanischer Fußballspieler
- Alonso Sánchez Coello (1531–1588), spanischer Maler
- Amaro Sánchez (* 1959), spanische Musikerin
- Amaury Sánchez, dominikanischer Musiker, Dirigent, Komponist und Musikpädagoge
- Ameth Ariel Sánchez (* 1986), panamaischer Fußballschiedsrichter
- Amparo Sánchez (* 1969), spanische Sängerin
- Ana Sofía Sánchez (* 1994), mexikanische Tennisspielerin
- Andrea Sánchez (* 1997), spanische Fußballspielerin
- Ángel Sánchez (Schiedsrichter) (* 1957), argentinischer Fußballschiedsrichter
- Ángel Sánchez (Judoka) (* 1974), kubanischer Judoka
- Ángel Sánchez (Fußballspieler, 1982) (* 1982), spanischer Fußballspieler
- Ángel Sánchez (Baseballspieler, 1983) (* 1983), puerto-ricanischer Baseballspieler
- Ángel Sánchez (Baseballspieler, 1989) (* 1989), dominikanischer Baseballspieler
- Ángel Sánchez (Fußballspieler, 1997) (* 1997), spanischer Fußballspieler
- Ángel Polivio Sánchez Loaiza (* 1946), ecuadorianischer Geistlicher, Bischof von Machala
- Ángela Teresita Leiva Sánchez (1948–2014), kubanische Botanikerin und Naturschützerin
- Angelica Sanchez (* 1972), US-amerikanische Jazzpianistin
- Aníbal Sánchez (* 1984), venezolanischer Baseballspieler
- Antolín Sánchez Presedo (* 1955), spanischer Politiker
- Antonio Sánchez (Boxer) (1905–unbekannt), spanischer Boxer
- Antonio Sánchez (Radsportler) († 1954), spanischer Radsportler
- Antonio Sánchez (Moderator) (* 1961), puerto-ricanischer Moderator
- Antonio Sánchez (Leichtathlet) (* 1963), spanischer Leichtathlet
- Antonio Sánchez (Musiker) (* 1971), mexikanischer Jazzmusiker
- Antonio Sánchez (Fußballspieler, 1997) (* 1997), spanischer Fußballspieler
- Antonio Sánchez Acevedo (1897–1976), mexikanischer Diplomat
- Antonio Sánchez Barbudo (1910–1995), spanisch-US-amerikanischer Romanist und Hispanist
- Antonio Sánchez de Bustamante y Sirvén (1865–1951), kubanischer Rechtswissenschaftler
- Antonio González Sánchez (* 1947), mexikanischer Geistlicher, Bischof von Ciudad Victoria
- Antonio Leyza Sanchez († 2021), philippinischer Politiker und verurteilter Mörder
- António Nunes Ribeiro Sanches (1699–1783), portugiesischer Arzt
- Arantxa Sánchez Vicario (* 1971), spanische Tennisspielerin
- Arantxa Sanchez (Tennisspielerin 1994) (* 1994), kolumbianische Tennisspielerin
- Ariana Sánchez (* 1997), spanische Padelspielerin
- Aries Sánchez (* 1996), venezolanische Leichtathletin
- Arturo Sánchez Galán (1926–2012), spanischer Bischof
- Arturo González Sánchez (* 1936), mexikanischer Diplomat
- Ashley Sanchez (* 1999), US-amerikanische Fußballspielerin
- Ashlyn Sanchez (* 1996), US-amerikanische Schauspielerin
- Ataúlfo Sánchez (1934–2015), argentinischer Fußballtorhüter
- Augie Sanchez (* 1977), US-amerikanischer Boxer
- Augusto Sánchez (* 1983), dominikanischer Radrennfahrer
- Aureliano Sánchez Arango (1907–1976), kubanischer Politiker
- Aznar Sánchez (Gascogne) (?–836), Graf der Gascogne

### B
- Beatriz Sánchez (* 1970), chilenische Journalistin und Politikerin der Frente Amplio
- Belén Sánchez (* 1972), spanische Kanutin
- Blas Sánchez (1943–1999), mexikanischer Fußballtorwart
- Boris Sanchez (* 1985), US-amerikanischer Journalist und Moderator
- Braulio Sánchez Fuentes (1922–2003), mexikanischer Ordensgeistlicher, Prälat von Mixes

### C
- Caitlin Sanchez (* 1996), US-amerikanische Schauspielerin, Synchronsprecherin und Sängerin
- Camilo Sánchez (* 1997), belizischer Fußballspieler
- Carlos Sánchez (Wasserballspieler) (Carlos Sánchez Sánchez; * 1952), kubanischer Wasserballspieler
- Carlos Sánchez (Schwimmer), spanischer Schwimmer
- Carlos Sánchez (Futsalspieler) (* 1975), spanischer Futsalspieler
- Carlos Sánchez (Fußballspieler, 1978) (Carlos Sánchez García; * 1978), spanischer Fußballspieler
- Carlos Sánchez (Fußballspieler, 1979) (Carlos Sánchez Laureano; * 1979), mexikanischer Fußballspieler
- Carlos Sánchez (Fußballspieler, 1980) (Carlos Alberto Sánchez Romero; * 1980), mexikanischer Fußballspieler
- Carlos Sánchez (Fußballspieler, 1984) (Carlos Andrés Sánchez Arcosa; * 1984), uruguayischer Fußballspieler
- Carlos Sánchez (Fußballspieler, 1986) (Carlos Sánchez Moreno; * 1986), kolumbianischer Fußballspieler
- Carlos Sánchez (Boxer) (Carlos Sánchez Estacio; * 1988), ecuadorianischer Boxer
- Carlos Sánchez (Fußballspieler, 1990) (Carlos Alfredo Sánchez Sánchez; * 1990), honduranischer Fußballspieler
- Carlos Sánchez (Baseballspieler) (Yolmer Carlos Sánchez; * 1992), venezolanischer Baseballspieler
- Carlos Sánchez (Fußballspieler, 2002) (Carlos Adrián Sánchez Nava; * 2002), mexikanischer Fußballspieler
- Carlos Sánchez Jover (* 2000), spanischer Tennisspieler
- Carlos Alberto Sánchez (* 1963), argentinischer Geistlicher und römisch-katholischer Erzbischof von Tucumán
- Carmelina Sánchez-Cutillas (1921–2009), spanische Historikerin, Dichterin und Schriftstellerin
- Carmen Sánchez (Leichtathletin) (* 1990), spanische Sprinterin
- Carol Sánchez (* 1986), costa-ricanische Fußballspielerin
- Celia Sánchez (1920–1980), kubanische Politikerin
- César Sánchez (* 1971), spanischer Fußballspieler
- Christina Sanchez-Stockhammer (* 1978), deutsche Anglistin
- Clara Sánchez (* 1955), spanische Schriftstellerin
- Clara Sanchez (Radsportlerin) (* 1983), französische Radrennsportlerin
- Claudio Sanchez (* 1978), US-amerikanischer Rockmusiker und Comiczeichner
- Clemente Sánchez (1947–1978), mexikanischer Boxer
- Crisanto Luque Sánchez (1889–1959), kolumbianischer Geistlicher, Erzbischof von Bogotá
- Cristian Sánchez († 2010), mexikanischer Fußballspieler
- Cristina Sánchez (* 1972), spanische Stierkämpferin
- Cristina Sánchez-Andrade (* 1968), spanische Schriftstellerin
- Cristina Sánchez-Quintanar (* 1989), spanische Tennisspielerin

### D
- Daniel Sanchez (Fußballspieler, 1953) (* 1953), französischer Fußballspieler und -trainer
- Daniel Sánchez (Fußballspieler, 1961) (* 1961), uruguayischer Fußballspieler und -trainer
- Daniel Sánchez (Ringer) (* 1968), puerto-ricanischer Ringer
- Daniel Sánchez (Karambolagespieler) (* 1974), spanischer Karambolagespieler
- Daniel Sánchez (Badminton) (* um 1985), spanischer Badmintonspieler
- Daniel Sanchez (DJ), niederländischer DJ und Produzent
- Daniel Sánchez (Radsportler) (* 1992), spanischer Radrennfahrer
- Daniel Sánchez Arévalo (* 1970), spanischer Regisseur
- Daniel Sánchez Ayala (* 1990), spanischer Fußballspieler
- Dardo Sánchez (* 1957), uruguayischer Politiker
- David Sánchez (Musiker) (* 1968), puerto-ricanischer Saxophonist
- David Sánchez (Tennisspieler) (* 1978), spanischer Tennisspieler
- David Sánchez (Gewichtheber) (* 1994), spanischer Gewichtheber
- David Sánchez Juliao (1945–2011), kolumbianischer Schriftsteller und Diplomat
- David Cuartero Sánchez (* 1985), spanischer Handballspieler
- David Sánchez Rodríguez (* 1982), spanischer Fußballspieler
- Davinson Sánchez (* 1996), kolumbianischer Fußballspieler
- Delfín Sánchez Juárez (1918–1984), mexikanischer Diplomat
- Demetrio Jiménez Sánchez-Mariscal (1963–2019), katholischer Bischof, Prälat von Cafayate
- Diego Sanchez (* 1981), US-amerikanischer Mixed-Martial-Arts-Kämpfer
- Diego Sánchez (Fußballspieler, 1987) (* 1987), Fußballspieler
- Diego Padrón Sánchez (* 1939), venezolanischer Geistlicher, römisch-katholischer Erzbischof von Cumaná, Kardinal
- Domènec Sánchez i Deyà (1852–1925), katalanischer klassischer Violinist, Komponist und Musikpädagoge

### E
- Eder Sánchez (* 1986), mexikanischer Leichtathlet
- Eddermys Sanchez (* 1980), belizischer Judoka
- Eduardo Sánchez (Regisseur) (Eduardo Miguel Sanchez-Quiros; * 1968), kubanisch-US-amerikanischer Filmregisseur, Drehbuchautor und Produzent
- Eduardo Sánchez (Radsportler), mexikanischer Radrennfahrer
- Eduardo Sánchez Camacho (1838–1920), mexikanischer Geistlicher, Bischof von Ciudad Victoria-Tamaulipas
- Eduardo Sánchez de Fuentes (1874–1944), kubanischer Komponist und Autor
- Eduardo Sánchez-Zúber (* 1961), mexikanischer Geiger und Dirigent
- Eduardo Li Sánchez (* 1958), costa-ricanischer Fußballfunktionär
- Edwin Sánchez (Radsportler) (* 1983), kolumbianischer Radrennfahrer
- Edwin Sánchez (Fußballspieler) (* 1990), salvadorianischer Fußballspieler
- Efraín Sánchez (1926–2020), kolumbianischer Fußballspieler und -trainer
- Eladio Sánchez (* 1984), spanischer Radrennfahrer
- Eleuterio Sánchez Rodríguez (El Lute; * 1942), spanischer Dieb
- Emilio Sánchez Font (1921–1999), kubanischer Künstler
- Emilio Sánchez Perrier (1855–1907), spanischer Maler
- Emilio Sánchez Piedras (1927–1981), mexikanischer Politiker, Gouverneur von Tlaxcala
- Emilio Sánchez Vicario (* 1965), spanischer Tennisspieler
- Emílson Sánchez Cribari (* 1980), brasilianischer Fußballspieler
- Engelberto Polino Sánchez (* 1966), mexikanischer Geistlicher, Weihbischof in Guadalajara
- Enric Ainaud i Sánchez (1875–1958), spanischer Violinist und Musikpädagoge
- Enrique Sánchez (Sprinter) (* 1909), mexikanischer Sprinter
- Enrique Sánchez (Boxer) (Enrique José Sánchez León; * 1972), mexikanischer Boxer
- Enrique Sánchez (Kugelstoßer), mexikanischer Kugelstoßer
- Enrique Sánchez Abulí (* 1945), französischer Comicautor
- Enrique Sánchez Flores (* 1965), spanischer Fußballspieler und -trainer, siehe Quique Sánchez Flores
- Enrique Sánchez González (* 1958), mexikanischer Ordensgeistlicher
- Enrique Sánchez Lansch (* 1963), deutscher Dokumentarfilmer
- Enrique Sánchez Martínez (* 1960), mexikanischer Geistlicher, Bischof von Mexicali
- Enriquillo Sánchez (Komponist) (1918–1983), dominikanischer Komponist, Arrangeur und Musiker
- Enriquillo Sánchez Mulet (1947–2004), dominikanischer Schriftsteller und Journalist
- Érick Sánchez (Fußballspieler, 1988) (* 1988), costa-ricanischer Fußballspieler
- Érick Sánchez (Fußballspieler, 1999) (* 1999), mexikanischer Fußballspieler
- Érick Sánchez (Leichtathlet) (* 1997), dominikanischer Leichtathlet
- Erika Sánchez (* 1984), US-amerikanische Autorin
- Ernesto Sánchez (Boxer) (* 1947), venezolanischer Boxer
- Ernesto Sánchez (Fußballspieler) (* 1948/1949), mexikanischer Fußballspieler
- Ernesto Sánchez La Cruz (1883–??), venezolanischer Forschungsreisender
- Ernesto Icaza Sánchez (1866–1935), mexikanischer Maler
- Erwin Sánchez (* 1969), bolivianischer Fußballspieler und -trainer
- Eulises González Sánchez (* 1938), kolumbianischer Geistlicher, Apostolischer Vikar von San Andrés y Providencia
- Eusebio Sánchez Pareja, spanischer Kolonialverwalter, Vizekönig von Neuspanien

### F
- Fabien Sanchez (* 1983), französischer Radrennfahrer
- Fabio Di Michele Sánchez (* 2003), deutsch-italienischer Fußballspieler
- Facundo Sánchez (* 1990), argentinischer Fußballspieler
- Felipe Sánchez (* 2004), argentinischer Fußballspieler
- Félix Sánchez (Fußballtrainer) (* 1975), spanischer Fußballtrainer
- Félix Sánchez (Leichtathlet) (* 1977), dominikanischer Leichtathlet
- Félix Sánchez (Baseballspieler) (* 1981), dominikanischer Baseballspieler
- Fernando Sánchez (Politiker), nicaraguanischer Politiker
- Fernando Sánchez (Fußballspieler) (* 1976), argentinischer Fußballspieler
- Fernando Sánchez (Leichtathlet), mexikanischer Leichtathlet
- Fernando Sánchez Castillo (* 1970), spanischer Künstler
- Fernando Sánchez Cipitria (* 1971), spanischer Fußballspieler
- Fernando Sánchez Dragó (* 1936), spanischer Journalist und Schriftsteller
- Fernando Sánchez Polack (1920–1982), spanischer Schauspieler
- Fernando Sánchez Marcos (1943–2020), spanischer Historiker
- Fernando Sánchez de Tovar († 1384), spanischer Admiral
- Fernando Enrique Astengo Sánchez (* 1960), chilenischer Fußballspieler, siehe Fernando Astengo
- Fernando García Sánchez (* 1953), spanischer Admiral
- Fernando Valera Sánchez (* 1960), spanischer Geistlicher, Bischof von Zamora
- Fidel Sánchez Hernández (1917–2003), salvadorianischer Politiker
- Florencio Sánchez (1875–1910), uruguayischer Schriftsteller
- Fran Sánchez (* 1990), spanischer Fußballspieler
- Francesc de Paula Sánchez i Gavagnach (1845–1918), katalanischer Komponist
- Francisco Sánchez (Fußballspieler, I) († 1951), chilenischer Fußballspieler
- Francisco Sánchez (Bauernführer) († 1932), salvadorianischer Bauernführer und Revolutionär
- Francisco Sánchez (Kameramann), spanischer Kameramann
- Francisco Sánchez (Leichtathlet) (* 1958), spanischer Leichtathlet
- Francisco Sánchez (Schwimmer) (* 1976), venezolanischer Schwimmer
- Francisco Sánchez (Segler) („Kiko“; * 1965), spanischer Segler
- Francisco Sánchez (Ringer) (Francisco Javier Sánchez Parra; * 1979), spanischer Ringer
- Francisco Sanchez d’Avolio („Paco“; * 1986), belgischer Fußballspieler
- Francisco de Sánchez de la Barreda († 1738), spanischer Jurist, Gouverneur von Chile
- Francisco Sánchez Gomez, Geburtsname von Paco de Lucía (1947–2014), spanischer Gitarrist
- Francisco Sánchez (1840–1910), genannt Paco el Barbero, spanischer Flamencogitarrist im Café cantante
- Francisco Sánchez Jover (* 1960), spanischer Volleyballspieler
- Francisco Sánchez-Madrid (* 1954), spanischer Immunologe und Hochschullehrer
- Francisco Sánchez Ruíz (* 1991), spanischer Poolbillardspieler
- Francisco Sánchez Sánchez, spanischer Handballtrainer
- Francisco Sánchez Silva (* 1986), chilenischer Fußballspieler
- Francisco Sánchez Vargas (* 1958), spanischer Leichtathlet
- Francisco del Rosario Sánchez (1817–1861), dominikanischer Politiker
- Francisco Alfonsín Sánchez, spanischer Schauspieler, siehe Francisco Alfonsín
- Francisco Camino Sánchez, eigentlicher Name von Paco Camino (1940–2024), spanischer Torero
- Francisco Correa Sánchez (* 1955), spanischer Unternehmer
- Francisco Daniel Rivera Sánchez (1955–2021), mexikanischer Ordensgeistlicher, Generaloberer und Weihbischof in Mexiko-Stadt
- Francisco Javier Sánchez Silva (* 1985), chilenischer Fußballspieler
- Frank Sánchez (Rechtsanwalt) (* 1959), US-amerikanischer Rechtsanwalt und Wirtschaftsberater
- Frank Sánchez (Boxer) (* 1992), kubanischer Boxer
- Frank Sánchez (Leichtathlet) (* 1994), peruanischer Leichtathlet

### G
- Garci Sánchez de Badajoz (um 1450-60- um 1526), spanischer Lieddichter und Musiker
- Germán Sánchez (Leichtathlet) (* 1967), mexikanischer Geher
- Germán Sánchez (Rennfahrer) (* 1989), spanischer Automobilrennfahrer
- Germán Sánchez (Wasserspringer) (* 1992), mexikanischer Wasserspringer
- Gilberto Valbuena Sánchez (1929–2021), mexikanischer Geistlicher, Bischof von Colima
- Gonzalo Sánchez de Lozada (* 1930), bolivianischer Politiker
- Gustavo Sánchez (Politiker) († 2010), mexikanischer Politiker
- Gustavo Sánchez (Synchronschwimmer), kolumbianischer Synchronschwimmer
- Gustavo Sánchez Salazar (* 1928), bolivianischer Journalist und Politiker

### H
- Héctor Luis Morales Sánchez (* 1954), mexikanischer Geistlicher
- Héctor Acero Sánchez (* 1966), dominikanischer Boxer
- Hermenegildo Ramírez Sánchez (1929–2022), mexikanischer Ordensgeistlicher, römisch-katholischer Prälat von Huautla
- Hernándo Sánchez-Mejorada (1926–1988), mexikanischer Kaufmann und Botaniker
- Horacio Sánchez Márquez (* 1953), mexikanischer Fußballtorhüter
- Hugo Sánchez (* 1958), mexikanischer Fußballspieler und -trainer
- Hugo Sánchez Guerrero (* 1981), mexikanischer Fußballspieler
- Hugo Sánchez Portugal (1984–2014), mexikanischer Fußballspieler
- Hugo Sánchez Solari (1935–2024), peruanischer Politiker
- Humberto Sánchez (* 1983), dominicanischer Baseballspieler der MBL

### I
- Ilich Ramírez Sánchez (* 1949), venezolanischer Terrorist
- Ilie Sánchez Farrés (* 1990), spanischer Fußballspieler
- Ignacio Chávez Sánchez (1897–1981), mexikanischer Kardiologe und Hochschullehrer
- Irene Sánchez-Escribano (* 1992), spanische Hindernisläuferin
- Isabel Sánchez de Urdaneta, venezolanische Frauenrechtsaktivistin und Diplomatin
- Ismael Sánchez  (* 1982), dominikanischer Radrennfahrer
- Iván Sánchez Rico Soto (Riki; * 1980), spanischer Fußballspieler

### J
- Jaime Sánchez (Sportschütze) (* 1927), bolivianischer Sportschütze
- Jaime Sánchez (Schauspieler) (* 1938), puerto-ricanischer Filmschauspieler
- Jaime Sánchez (Fußballspieler) (* 1995), spanischer Fußballspieler
- Jaime Sánchez Fernández (* 1973), spanischer Fußballspieler
- Jairo Sanchez (* 1987), Fußballspieler der Kaimaninseln
- Javier Sánchez Galindo (* 1947), mexikanischer Fußballspieler
- Javier Sánchez Vicario (* 1968), spanischer Tennisspieler
- Javier Martín Sánchez (* 1975), andorranischer Fußballspieler
- Jesús Sánchez (Fechter), mexikanischer Fechter
- Jesús Sánchez (Boxer) (* 1953), dominikanischer Boxer
- Jesús Sánchez (Volleyballspieler) (* 1968), spanischer Volleyballspieler
- Jesús Sánchez (Baseballspieler, 1974) (* 1974), dominikanischer Baseballspieler
- Jesús Sánchez (Leichtathlet) (* 1976), mexikanischer Geher
- Jesús Sánchez (Baseballspieler, 1987) (* 1987), venezolanischer Baseballspieler
- Jesús Sánchez (Schiedsrichter) (* 1987), peruanischer Fußballschiedsrichter
- Jesús Sánchez (Badminton) (* 1996), venezolanischer Badmintonspieler
- Jesús Sánchez (Baseballspieler, 1997) (* 1997), dominikanischer Baseballspieler
- Jesús Sánchez Adalid (* 1962), spanischer Schriftsteller
- Jesús Enríque Sánchez García (* 1989), mexikanischer Fußballspieler
- Jhumiler Sánchez (* 2004), paraguayischer Leichtathlet
- Joan Verdú Sánchez (* 1995), andorranischer Skirennläufer
- Joaquín Sánchez (Fußballspieler, 1941) (1941–2020), kolumbianischer Fußballspieler
- Joaquín Sánchez Rodríguez (* 1981), spanischer Fußballspieler, siehe Joaquín (Fußballspieler, 1981)
- Joaquín Domingo Sánchez (1917–1981), spanischer Karambolagespieler, siehe Joaquín Domingo
- Joaquín del Pino Sánchez de Rojas (1729–1804), spanischer Politiker
- Joel Sánchez (Leichtathlet) (* 1964), mexikanischer Geher
- Joel Sánchez (Fußballspieler) (* 1989), peruanischer Fußballspieler
- Joel Sánchez Ramos (* 1974), mexikanischer Fußballspieler
- John Sanchez (Footballspieler) (1920–1992), US-amerikanischer American-Football-Spieler
- John Sanchez (Fußballspieler) (* 1940), englischer Fußballspieler
- John Sanchez (Politiker) (* 1963), US-amerikanischer Politiker
- Jordi Sànchez i Picanyol (* 1964), spanischer Politikwissenschaftler und Politiker
- Jorge Sánchez (* 1997), mexikanischer Fußballspieler
- Jorge Eduardo Costilla Sánchez (* 1971), mexikanischer Drogenhändler
- Jorge Sánchez-Chiong (* 1969), venezolanischer Komponist, Turntablist, Musikpädagoge und Musiker
- José Sánchez (1856–1918), kubanischer Musiker, Sänger und Komponist, siehe Pepe Sánchez
- José Sánchez (Kardinal) (1920–2012), philippinischer Geistlicher
- José Sánchez (Radsportler, 1941), costa-ricanischer Radrennfahrer
- José Sánchez (Radsportler, II), mexikanischer Radsportler
- José Sánchez (Fußballspieler) (* 1987), costa-ricanischer Fußballspieler
- José Sánchez de Murillo (* 1943), spanischer Philosoph und Dichter
- José Sánchez del Río (1913–1928), mexikanischer jugendlicher Märtyrer im Guerra Cristera
- José Sánchez González (* 1934), spanischer Geistlicher, Bischof von Sigüenza-Guadalajara
- José Sánchez-Guerra Martínez (1859–1935), spanischer Politiker
- José Antonio Sánchez (Maskenbildner) (1940–2015), spanischer Maskenbildner
- José Antonio Álvarez Sánchez (* 1975), spanischer Geistlicher, Weihbischof in Madrid
- José Antonio Sánchez de la Calle (* 1978), spanischer Fußballspieler, siehe Antonio Calle
- José Antonio Sánchez de Luna (* 1984), spanischer Tennisspieler
- José Antonio Sánchez Medina (* 1970), spanischer Para-Leichtathlet
- José Antonio Pérez Sánchez (1947–2020), mexikanischer Ordensgeistlicher
- José Cubero Sánchez (1964–1985), spanischer Torero
- José Domingo Sánchez (* 1911), kolumbianischer Sprinter
- José Enrique Sánchez (* 1986), spanischer Fußballspieler, siehe José Enrique
- José Hernán Sánchez Porras (1944–2014), venezolanischer Priester, Militärbischof von Venezuela
- José Ignacio Sánchez Galán (* 1950), spanischer Manager
- José Ignacio Salafranca Sánchez-Neyra (* 1955), spanischer Politiker (PP)
- José de Jesús Guzmán y Sánchez (1909–1914), mexikanischer Geistlicher, Bischof von Ciudad Victoria-Tamaulipas
- José Luis Sánchez (Leichtathlet) (* 1942), spanischer Sprinter
- José Luis Sánchez (Sportschütze) (* 1987), mexikanischer Sportschütze
- José Luis Sánchez Besa (1879–1955), chilenischer Luftfahrtingenieur
- José Luis Sánchez Capdevila (* 1981), spanischer Fußballspieler
- José Luis Sánchez Solá (* 1959), mexikanischer Fußballtrainer
- José Luis García Sánchez (* 1941), spanischen Filmregisseur und Drehbuchautor
- José María Sánchez-Silva (1911–2002), spanischer Schriftsteller
- José María Sánchez (Filmregisseur) (1949–2006), spanischer Filmregisseur und Drehbuchautor
- José María Sánchez Martínez (* 1983), spanischer Fußballschiedsrichter
- José María Sánchez-Verdú (* 1968), spanischer Dirigent und Komponist
- José Martínez Sánchez (* 1945), spanischer Fußballspieler, siehe Pirri (Fußballspieler)
- José Miguel Sánchez (* 1969), kubanischer Schriftsteller
- José Moreno Sánchez (* 1993), spanischer Radsportler
- José Padilla Sánchez (1889–1960), spanischer Komponist und Pianist
- José Ramón Sánchez (* 1936), spanischer Grafiker und Illustrator
- José Víctor Manuel Valentín Sánchez Espinosa (* 1950), mexikanischer Geistlicher, Erzbischof von Puebla de los Ángeles, siehe Víctor Sánchez Espinosa
- Joseph Sánchez (Künstler) (* 1948), US-amerikanischer Künstler, Kurator und Aktivist
- Joseph Sánchez (Schachspieler) (* 1970), philippinischer Schachspieler
- Joseph Sanchez (Politiker), US-amerikanischer Politiker
- Jozabed Sánchez (* 1991), spanischer Fußballspieler
- Juan Sánchez (Radsportler) (* 1938), spanischer Radrennfahrer
- Juan Sánchez (Fußballspieler) (* 1972), spanischer Fußballspieler
- Juan Sánchez (Skirennläufer) (* 2002), spanischer Skirennläufer
- Juan Sánchez-Azcona y Díaz Covarrubias (1876–1938), mexikanischer Diplomat
- Juan Sánchez Gorio (1920–1979), spanisch-argentinischer Bandoneonist und Komponist
- Juan Sánchez Miño (* 1990), argentinischer Fußballspieler
- Juan Bautista Sánchez García (* 1963), kubanisch-amerikanischer Gitarrist
- Juan Carlos Sánchez (Fußballspieler, 1956) (Juan Carlos Sánchez Frías; * 1956), bolivianischer Fußballspieler
- Juan Carlos Sánchez junior (* 1991), mexikanischer Boxer
- Juan Carlos Sánchez Lázaro (* 1961), spanischer Fußballfunktionär
- Juan Carlos Sánchez Martínez (* 1987), spanischer Fußballspieler
- Juan Emilio Sánchez Guiraldez (* 1928), bolivianischer Diplomat
- Juan Félix Sánchez (1900–1997), venezolanischer Künstler und Kunsthandwerker
- Juan Fernando Franco Sánchez (* 1975), kolumbianischer Geistlicher, Bischof von Caldas
- Juan Ignacio Sánchez (* 1977), argentinischer Basketballspieler
- Juan López Sánchez (1900–1972), spanischer Bauarbeiter und Politiker (FSL)
- Juan Manuel Sánchez (Bildhauer) (1907–1990), costa-ricanischer Bildhauer
- Juan Manuel Sánchez (Maler) (* 1930), argentinischer Maler
- Juan Manuel Sánchez (Kanute) (Juan Manuel Sánchez de Castro; * 1965), spanischer Kanute
- Juan Manuel Sánchez Gordillo (* 1952), spanischer Politiker
- Juan Manuel Sánchez y Gutiérrez de Castro (1850–1906), spanischer Politiker
- Juan Miguel Cubas Sánchez (* 1969), spanischer Bildhauer
- Juli Sánchez (* 1978), andorranischer Fußballspieler
- Julia Sánchez (1930–2001), peruanische Sprinterin
- Julián Sánchez (* 1980), spanischer Radrennfahrer
- Julián Sánchez (Wasserspringer) (* 1988), mexikanischer Wasserspringer
- Julien Sanchez, französischer Autorennfahrer

### K
- Kayla Sanchez (* 2001), kanadische Schwimmerin
- Keram Malicki-Sánchez (* 1974), kanadischer Schauspieler
- Kiele Sanchez (* 1977), US-amerikanische Schauspielerin
- Kyndra Sanchez (* 2006), US-amerikanische Schauspielerin

### L
- Laura Sánchez (* 1985), mexikanische Wasserspringerin
- Lauren Sánchez (* 1969), US-amerikanische Nachrichtensprecherin, Schauspieler und Unternehmerin
- Lawrie Sanchez (* 1959), nordirischer Fußballspieler und -trainer
- Leo Sanchez Barbosa, US-amerikanischer Animator
- Leonel Sánchez (1936–2022), chilenischer Fußballspieler
- Liborio Sánchez (* 1989), mexikanischer Fußballspieler
- Linda Sánchez (* 1969), US-amerikanische Politikerin
- Lizzet Rojas Sánchez, peruanische Rechtsanwältin und Politikerin
- Lola Sánchez (* 1978), spanische Politikerin
- Loretta Sanchez (* 1960), US-amerikanische Politikerin
- Luca Sanchez (* 1999), französischer Tennisspieler
- Lucía Sánchez Saornil (1895–1970), spanische Schriftstellerin, Feministin und Anarchistin
- Luciano Sánchez (* 1944), spanischer Fußballspieler
- Luis Sánchez (Skirennläufer) (* 1940), spanischer Skirennläufer
- Luis Sánchez (Schiedsrichter) (* 1980), kolumbianischer Fußballschiedsrichter
- Luis Sánchez-Moreno Lira (1925–2009), peruanischer römisch-katholischer Erzbischof von Arequipa
- Luis Sánchez Pontón (1895–1969), mexikanischer Diplomat
- Luis Sánchez Varona (1923–1989), kubanischer Geologe und Paläontologe
- Luis Alberto Sánchez (1900–1994), peruanischer Literaturwissenschaftler, Journalist, Historiker, Schriftsteller und Politiker (APRA)
- Luis Ángel Sánchez (* 1993), guatemaltekischer Leichtathlet
- Luis Antonio Sánchez (1910–??), argentinischer Fußballspieler
- Luis Antonio Sánchez Armijos (* 1943), Bischof von Machala
- Luis Augusto Sánchez (1917–1981), kolumbianischer Schachspieler
- Luis Avila Sanchez (* 2005), Wasserspringer
- Luis Felipe Sánchez Aponte (* 1947), kolumbianischer Bischof von Chiquinquirá
- Luis León Sánchez (* 1983), spanischer Radrennfahrer
- Luis Miguel Sánchez, venezolanischer Poolbillardspieler
- Luis Miguel Sánchez Cerro (1889–1933), peruanischer General und Politiker
- Luis Rafael Sánchez (* 1936), puerto-ricanischer Schriftsteller, Dramatiker und Hochschullehrer
- Luthier Antonio Sánchez, spanischer Gitarrenbauer

### M
- Manu Sánchez (Manuel Sánchez de la Peña; * 2000), spanischer Fußballspieler
- Manuel Sanchez (Regisseur) (* 1958), französischer Regisseur und Drehbuchautor
- Manuel Sánchez (Tennisspieler) (Manuel Sánchez Montemayor; * 1991), mexikanischer Tennisspieler
- Manuel Sánchez Acosta (1914–2006), dominikanischer Arzt und Komponist
- Manuel Sánchez Ayuso (1941–1982), spanischer Ökonom und Politiker (PSP, PSOE)
- Manuel Sánchez Cuesta (* 1942), spanischer Philosoph und Schriftsteller
- Manuel Sánchez Delgado (* 1965), spanischer Fußballspieler, siehe Manolo (Fußballspieler)
- Manuel Sánchez Monge (* 1947), spanischer Geistlicher, Bischof von Mondoñedo-Ferrol
- Manuel Sánchez Navarro Schiller (1921–1996), spanisch-mexikanischer Schauspieler, Regisseur und Filmproduzent, siehe Manolo Fábregas
- Manuel Cisneros Sánchez (1904–1971), peruanischer Anwalt und Politiker
- Marcelino Sánchez Fernández (1910–1936), spanischer Ordensgeistlicher und Märtyrer
- Marcelo Sánchez Sorondo (* 1942), argentinischer Kurienbischof
- Marco Sanchez (* 1970), US-amerikanischer Schauspieler
- Marco Sánchez Yacuta (* 1972), mexikanischer Fußballspieler
- Marcos Sánchez (* 1989), panamaischer Fußballspieler
- Maria Sanchez (Therapeutin) (* 1968), spanische Traumatherapeutin
- Maria Sanchez (Tennisspielerin) (* 1989), US-amerikanische Tennisspielerin
- Maria Sánchez (Fußballspielerin) (Maria Guadalupe Sánchez Morales; * 1996), mexikanische Fußballspielerin
- María Sánchez (Wasserspringerin) (* 2005), mexikanische Wasserspringerin
- María Sánchez Bravo (* 1969), spanische Handballspielerin
- María Andrea Sánchez (* 1994), mexikanische Fußballspielerin
- María Antonieta Sánchez Gavito y Piña (1921–2004), mexikanische Diplomatin
- Maria Elena Sánchez (* 1994), spanische Wasserballspielerin
- María Guadalupe Sánchez (* 1977), mexikanische Geherin
- María José Sánchez Núñez (* 1961), spanische Comiczeichnerin
- María José Martínez Sánchez (* 1982), spanische Tennisspielerin
- Marianela Sánchez (* 1953), dominikanische Sängerin
- Marie-Thérèse Sanchez-Schmid (* 1957), französische Politikerin (Union pour un Mouvement Populaire)
- Mariely Sánchez (* 1988), dominikanische Leichtathletin
- Mario Sánchez Huerta (1926–1987), mexikanischer Fußballspieler
- Mario Sánchez (Fußballspieler) (1934–2017), mexikanischer Fußballspieler
- Mario Sánchez (Schiedsrichter) (* 1956), mexikanischer Fußballschiedsrichter
- Mark Sanchez (* 1986), US-amerikanisch-mexikanischer American-Football-Spieler
- Mark Sanchez (Maskenbildner), Maskenbildner
- Marta Sánchez (Sängerin) (* 1966), spanische Sängerin
- Marta Sánchez (Volleyballspielerin) (* 1973), kubanische Volleyballspielerin
- Marta Sánchez (Pianistin) (* um 1980), spanische Jazzpianistin
- Marta Sánchez (Triathletin) (* 1995), spanische Triathletin
- Martín Sánchez (Fußballspieler), argentinischer Fußballspieler
- Martín Sánchez (Boxer) (1979–2005), mexikanischer Boxer
- Martín Ruipérez Sánchez (1923–2015), spanischer Gräzist und Sprachwissenschaftler
- Matías Sánchez (Fußballspieler, 1987) (Matías Ariel Sánchez; * 1987), argentinischer Fußballspieler
- Matías Sánchez (Fußballspieler, 1990) (Matías Sánchez Herrera; * 1990), chilenischer Fußballspieler
- Matías Sánchez (Fußballspieler, 1996) (Matías Santiago Sánchez; * 1996), argentinischer Fußballspieler
- Matías Sánchez (Volleyballspieler) (* 1996), argentinischer Volleyballspieler
- Matilde Sánchez Elías (1924–1988t), mexikanische Sängerin und Schauspielerin, siehe La Torcacita
- Melchor Sánchez de Toca y Alameda (* 1966), spanischer Geistlicher
- Melitón Sánchez Rivas (* 1934), panamaischer Sportfunktionär
- Michel Sanchez (* 1957), französischer Musiker
- Miguel Sánchez (Leichtathlet), mexikanischer Geher
- Miguel Sanchez (Triathlet), französischer Triathlet
- Miguel Sánchez-Migallón (* 1995), spanischer Handballspieler
- Miguel Sánchez Requejo (El Divino; 1560–1620), spanischer Dramaturg und Poet
- Miguel Álvarez Sánchez (* 1982), deutsch-spanischer Fußballtrainer
- Miguel Ángel Sánchez (* 1943), costa-ricanischer Radrennfahrer
- Mike Sanchez (* 1964), britischer Sänger, Pianist und Gitarrist
- Moisés Sánchez (Ringer) (* 1980), spanischer Ringer
- Moisés P. Sánchez (* 1979), spanischer Jazz- und Fusionmusiker

### N
- Natalia Sánchez (Bogenschützin) (* 1983), kolumbianische Bogenschützin
- Natalia Sánchez (Turnerin) (* 1988), brasilianische Rhythmische Sportgymnastin
- Natalia Sánchez (Schauspielerin) (* 1990), spanische Schauspielerin
- Natalia Sánchez (Leichtathletin) (* 2000), spanische Hammerwerferin
- Nicolás Sánchez (* 1988), argentinischer Rugby-Union-Spieler
- Nikolás Sánchez Izquierdo (* 1999), spanischer Tennisspieler
- Nuno Sanchez von Roussillon (um 1185–1242), Graf von Roussillon

### O
- Olivia Sanchez (* 1982), französische Tennisspielerin
- Omar Alberto Sánchez Cubillos (* 1963), kolumbianischer Ordensgeistlicher, Bischof von Magangué
- Omayra Sánchez (1972–1985), kolumbianisches Katastrophenopfer
- Onésimo Sánchez (* 1955), spanischer Fußballspieler und -trainer

- Oscar R. Sanchez, US-amerikanischer Schauspieler
- Óscar Sánchez (Fußballspieler, 1910) (Óscar Armando Sánchez Labra; 1910–1974), chilenischer Fußballspieler
- Oscar Sanchez (Handbiker) (* 1975), US-amerikanischer Handbiker
- Óscar Sánchez (Radsportler) (Óscar Eduardo Sánchez Guarín; * 1985), kolumbianischer Radrennfahrer
- Óscar Sánchez (Ringer) (* 1967), spanischer Ringer
- Óscar Sánchez (Taekwondoin), spanischer Taekwondoin
- Óscar Sánchez Fuentes (* 1979), spanischer Fußballspieler
- Óscar Gómez Sánchez (1935–2008), peruanischer Fußballspieler
- Oscar Ortega Sánchez (* 1962), deutscher Schauspieler
- Óscar Alberto Sánchez (* 1958), argentinischer Basketballtrainer
- Óscar Carmelo Sánchez (1971–2007), bolivianischer Fußballspieler
- Óscar Enrique Sánchez (1955–2019), guatemaltekischer Fußballspieler
- Osvaldo Sánchez (* 1958), kubanischer Kunstkritiker und Kurator
- Oswaldo Sánchez (* 1973), mexikanischer Fußballtorwart
- Oz Sanchez (Oscar Sanchez; * 1975), US-amerikanischer Radsportler

### P
- Pablo Sánchez (Fußballspieler, 1969), spanischer Fußballspieler
- Pablo Sánchez (Fußballspieler, 1973), argentinischer Fußballspieler
- Pablo Sánchez (Fußballspieler, 1983), spanischer Fußballspieler
- Pablo Sánchez (Fußballspieler, 1990), mexikanischer Fußballspieler
- Pablo Sánchez (Fußballspieler, 1995), spanischer Fußballspieler
- Pablo Sánchez Ibáñez (1930–1987), spanischer Fußballschiedsrichter
- Pablo Sánchez López (* 1990), mexikanischer Automobilrennfahrer
- Pablo Sánchez-Valladares (* 1997), spanischer Mittelstreckenläufer
- Pablo Elier Sánchez (* 1957), kubanischer Fußballtrainer
- Palma Guillén y Sánchez (1898–1975), mexikanische Diplomatin
- Paloma Sánchez-Garnica (* 1962), spanische Schriftstellerin
- Paul Robert Sanchez (* 1946), US-amerikanischer Geistlicher, Weihbischof in Brooklyn
- Pedro Sanchez (Schauspieler), eigentlich Ignazio Spalla (1924–1995), italienischer Schauspieler
- Pedro Sánchez (* 1972), Ministerpräsident Spaniens seit Juni 2018
- Pedro A. Sanchez (* 1940), US-amerikanischer Bodenkundler
- Pedro Aparicio Sánchez († 2014), spanischer Politiker
- Pedro Julio Sánchez (* 1940), kolumbianischer Radrennfahrer
- Pedro León Sánchez Gil (* 1986), spanischer Fußballspieler, siehe Pedro León
- Pelayo Sánchez (* 2000), spanischer Radrennfahrer
- Pepe Sánchez (1856–1918), kubanischer Musiker, Sänger und Komponist
- Philippe Sanchez (* 1969), französischer Skilangläufer
- Pierre Sánchez (* 1964), Schweizer Althistoriker
- Poncho Sanchez (* 1951), US-amerikanischer Musiker, Sänger und Orchesterleiter
- Pruden Sánchez (1916–1998), spanischer Fußballspieler

### Q
- Quique Sánchez Flores (* 1965), spanischer Fußballspieler und -trainer

### R
- Rafael Sanchez (Fußballspieler) (* 1963), deutsch-spanischer Fußballspieler und -trainer
- Rafael Sanchez (Regisseur) (* 1975), Schweizer Regisseur und Intendant
- Rafael Sánchez Cestero (1912–1999), dominikanischer Sänger
- Rafael Sánchez Ferlosio (1927–2019), spanischer Schriftsteller
- Rafael Sánchez-Guerra (1897–1964), spanischer republikanischer Politiker, Journalist, Präsident des Madrid FC
- Rafael Barraza Sánchez (1928–2020), mexikanischer Geistlicher, Bischof von Mazatlán
- Rafael Seco y Sánchez (1895–1933), spanischer Hochschullehrer und Linguist
- Ramón Sánchez (* 1982), salvadorianischer Fußballspieler
- Ramón Gato Sánchez, mexikanischer Fußballspieler
- Raphaël Sanchez (* 1964), französischer Pianist, Komponist und Dirigent
- Raquel Sánchez-Silva (* 1973), spanische Journalistin und Fernsehmoderatorin
- Raúl Sánchez (1933–2016), chilenischer Fußballspieler
- Raúl Sánchez (Fußballspieler, 1939) (1939–2021), mexikanischer Fußballspieler und -trainer
- Raysa Sánchez (* 1988), dominikanische Sprinterin
- Reyes Sánchez, mexikanischer Fußballspieler
- Ricardo Sánchez (Schriftsteller) (1941–1995), mexikanisch-US-amerikanischer Schriftsteller
- Ricardo Sánchez (Fußballspieler) (* 1982), mexikanischer Fußballspieler
- Ricardo S. Sánchez (* 1953), US-amerikanischer General
- Rigo Sanchez, US-amerikanischer Schauspieler
- Rigoberto Sanchez (* 1994), US-amerikanischer American-Football-Spieler
- Robert Sánchez (* 1997), spanischer Fußballtorwart
- Robert Fortune Sanchez (1934–2012), US-amerikanischer Geistlicher, Bischof von Santa Fe
- Roberto Sánchez Palomino (* 1969), peruanischer Psychologe und Politiker
- Roberto Sánchez Vilella (1913–1997), puerto-ricanischer Politiker
- Roberto Sánchez (Autorennfahrer), argentinischer Autorennfahrer
- Roberto Sánchez (Leichtathlet), mexikanischer Leichtathlet und Teilnehmer an den Olympischen Spielen 1932 in Los Angeles
- Rocío Sánchez Moccia (* 1988), argentinische Hockeyspielerin
- Rocío de la Torre-Sánchez (* 1990), spanische Tennisspielerin
- Rodolfo Sánchez (Kameramann) (Rodolfo Sánchez Santinelli; * 1944), argentinischer Kameramann
- Rodolfo Sánchez (Musiker) (1939–2025), mexikanischer Musiker und Komponist
- Rodolfo Sánchez (Volleyballspieler) (Rodolfo Luis Sánchez Sánchez; * 1969), kubanischer Volleyballspieler
- Rodolfo Sánchez (Fußballspieler) (Rodolfo Sánchez Ceballos; * 1969), mexikanischer Fußballspieler
- Rodolfo Sánchez (Paläontologe), Paläontologe
- Rodolfo Sánchez López (* 1951), spanischer Boxer
- Rodolfo Sánchez Taboada (1895–1955), mexikanischer General und Politiker
- Rodrigo Sánchez (Rugbyspieler) (* 1976), uruguayischer Rugby-Union-Spieler
- Rodrigo Sánchez (Tennisspieler) (* 1976), peruanischer Tennisspieler
- Rogelio Sánchez González (1921–2011), mexikanischer Geistlicher, Bischof von Colima
- Roger Sanchez (* 1967), US-amerikanischer DJ
- Roi Sánchez (* 1984), spanischer Handballtrainer
- Rómulo Emiliani Sánchez (* 1948), panamaischer Geistlicher, emeritierter Weihbischof in San Pedro Sula
- Roselyn Sánchez (* 1973), puerto-ricanische Schauspielerin
- Ryan Sánchez (* 1998), puerto-ricanischer Leichtathlet

### S
- Salvador Sánchez (1959–1982), mexikanischer Boxer
- Salvador Sánchez Cerén (* 1944), salvadorianischer Politiker
- Salvi Sánchez (* 1991), spanischer Fußballspieler
- Samuel Sánchez (* 1978), spanischer Radrennfahrer
- Sanchez (Sänger), jamaikanischer Reggae-Musiker
- Sancho Sánchez (Gascogne) (?–um 855), Graf der Gascogne
- Sandra Sánchez (* 1981), spanische Karateka
- Sandy Sánchez (* 1994), kubanischer Fußballspieler
- Santiago Sánchez Sebastián (* 1957), spanischer Ordensgeistlicher, Prälat von Lábrea
- Scott Saunders-Sánchez (* 1959), bolivianischer Skirennläufer
- Sebastián Sánchez (* 1989), uruguayischer Fußballspieler
- Sebastián Felipe Sánchez (* 1989), kolumbianischer Schachspieler
- Sergio Sánchez (Sportschütze) (* 1970), guatemaltekischer Sportschütze
- Sergio Sánchez (Leichtathlet) (* 1982), spanischer Langstreckenläufer
- Sergio Sánchez (Fußballspieler) (* 1986), spanischer Fußballspieler
- Simón Bolívar Sánchez Carrión (* 1971), ecuadorianischer Geistlicher, Erzbischof und Diplomat
- Simón Sánchez Montero (1915–2006), spanischer Politiker, Autor und Journalist
- Sonia Sanchez (* 1934), US-amerikanische Autorin
- Stephen Sanchez (* 2002), US-amerikanischer Sänger
- Susi Sánchez (* 1955), spanische Schauspielerin

### T
- Tomás Sánchez (1550–1610), spanischer Jesuit, Moraltheologe und Schriftsteller
- Trinidad Sanchez Jr. (1943–2006), US-amerikanischer Schriftsteller und Aktivist

### U
- Universo Sánchez (1919–2012), kubanischer Revolutionär

### V
- Valentina Sánchez (Leichtathletin) (* 1999), argentinische Sprinterin
- Vanessa Sánchez (* 1995), mexikanische Fußballspielerin
- Verónica Sánchez (* 1977), spanische Schauspielerin
- Vicente Sánchez (* 1979), uruguayischer Fußballspieler
- Vicente Sánchez Gavito (1910–1977), mexikanischer Diplomat
- Víctor Sanchez (Judoka), kubanischer Judoka
- Víctor Sánchez del Amo (* 1976), spanischer Fußballspieler und -trainer, siehe Víctor (Fußballspieler)
- Víctor Sánchez Espinosa (* 1950), mexikanischer Geistlicher, Erzbischof von Puebla de los Ángeles, Puebla
- Víctor Sánchez Mata (* 1987), spanischer Fußballspieler
- Víctor Sánchez (Baseballspieler) (1995–2015), venezolanischer Baseballspieler
- Víctor Sánchez (Rugbyspieler) (* 1987), spanischer Rugbyspieler
- Víctor Sánchez (Autor) (* 1961), mexikanischer Autor zur indigenen Kultur
- Victoria Sanchez (* 1976), kanadische Schauspielerin
- Victoriano Sánchez Arminio (1942–2023), spanischer Fußballschiedsrichter

### W
- Wilber Sánchez (* 1968), kubanischer Ringer

### X
- Xavier Cañellas Sanchez (* 1997), spanischer Radsportler

### Y
- Yanisleidis Sánchez Vinent (* 1996), kubanische Beachvolleyballspielerin
- Yoani Sánchez (* 1975), kubanische Bloggerin
- Yosvany Sánchez Larrudet (* 1975), kubanischer Ringer
- Yves Sanchez (* 1989), österreichischer Fußballspieler
- Yvette Sánchez (* 1957), venezolanische Sprach- und Literaturwissenschaftlerin
- Yvonne Sanchez (* 1967), deutsche Jazzsängerin

### Z
- Zalina Sanchez (* 2001), deutsche Synchronsprecherin